# Wonder Beat Scramble
Незвичайна сутичка (яп. ワンダービートＳ Wonderbeat S, Wonder Beat Scramble) — аніме-серіал 1986 року. Продюсер — Осаму Тедзука.

## Сюжет
Підліток Сусуму, чий батько зник, включений в команду мобільного апарата, зменшуваного до мікроскопічних розмірів для застосування в медицині. У ході застосування на практиці, команда стикається з іншопланетянами, що досліджують людство, з'ясовує їх мету й, супутно, долю батька Сусуму.